# Triraphis mollis
Triraphis mollis är en gräsart som beskrevs av Robert Brown. Triraphis mollis ingår i släktet Triraphis och familjen gräs. Inga underarter finns listade i Catalogue of Life.